# Lohengrin

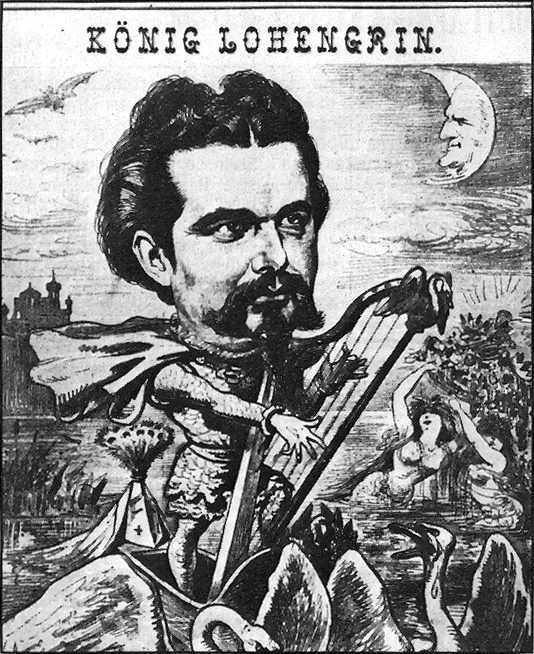
Luis II de Baviera retratado como Lohengrin debajo de una luna con la cara de Wagner. Folleto en Der Floh - 1885.

Lohengrin es una ópera romántica en tres actos, con música y libreto en alemán de Richard Wagner (WWV 75). Fue estrenada en el Teatro Großherzoglichen de Weimar el 28 de agosto de 1850, y dirigida por Franz Liszt. La historia del personaje homónimo está tomada de un romance alemán medieval, especialmente el Parzival de Wolfram von Eschenbach y su secuela, Lohengrin, escrita por un autor diferente, a su vez inspirada por la épica de Garin le Loherain. Forma parte de la tradición del Caballero del Cisne. Forma parte del Canon de Bayreuth.
La ópera ha inspirado otras obras de arte. Entre aquellos profundamente conmovidos por la ópera de cuento de hadas estuvo el joven rey Luis II de Baviera. Der Märchenkönig ("El rey de cuento de hadas") tal como lo llamaron; más adelante construyó su castillo ideal de cuento de hadas y lo llamó "El nuevo cisne de piedra," o "Neuschwanstein", en homenaje al Caballero del Cisne. Fue el mecenazgo del rey Luis lo que más adelante proporcionó a Wagner los medios y la oportunidad de completar su ciclo épico El anillo del nibelungo, para el que construyó un teatro en el que se pudo representar.
Se considera que Lohengrin es la más «italiana» de las óperas wagnerianas, incluso se acostumbra a interpretar en concierto escenas y fragmentos de la ópera. Las partes más conocidas son los preludios del primer y tercer acto, el aria final de Lohengrin In fernem Land y la marcha y coro nupcial, que tradicionalmente se interpreta en las bodas de la mayoría de los países occidentales.
Se estrenó en España el 25 de marzo de 1881 en Madrid y en Sudamérica en Buenos Aires el 17 de julio de 1883. El estreno en Ciudad de México fue el 8 de noviembre de 1890. 

## Personajes
| Personajes                                                                                | Tesitura        | Elenco del estreno, 28 de agosto de 1850 (Director: Franz Liszt) |
| ----------------------------------------------------------------------------------------- | --------------- | ---------------------------------------------------------------- |
| Lohengrin, hijo de Parsifal y caballero del Santo Grial                                   | tenor           | Carl Beck                                                        |
| Elsa de Brabante                                                                          | soprano         | Rosa von Milde-Agthe                                             |
| Ortrud, esposa de Telramund                                                               | mezzosoprano    | Josephine Fastlinger                                             |
| Friedrich de Telramund, un conde de Brabante                                              | barítono        | Hans von Milde                                                   |
| Heinrich der Vogler (Enrique I el Pajarero)                                               | bajo            | Höfer                                                            |
| El heraldo del rey                                                                        | barítono        | August Pätsch                                                    |
| Cuatro nobles de Brabante                                                                 | tenores, bajos  |                                                                  |
| Cuatro pajes                                                                              | sopranos, altos |                                                                  |
| Duque Gottfried, hermano de Elsa                                                          | papel mudo      | Hellstedt                                                        |
| Nobles y condes de Sajonia, Turingia y Brabante, damas de honor, pajes, vasallos, siervos |                 |                                                                  |

## Argumento

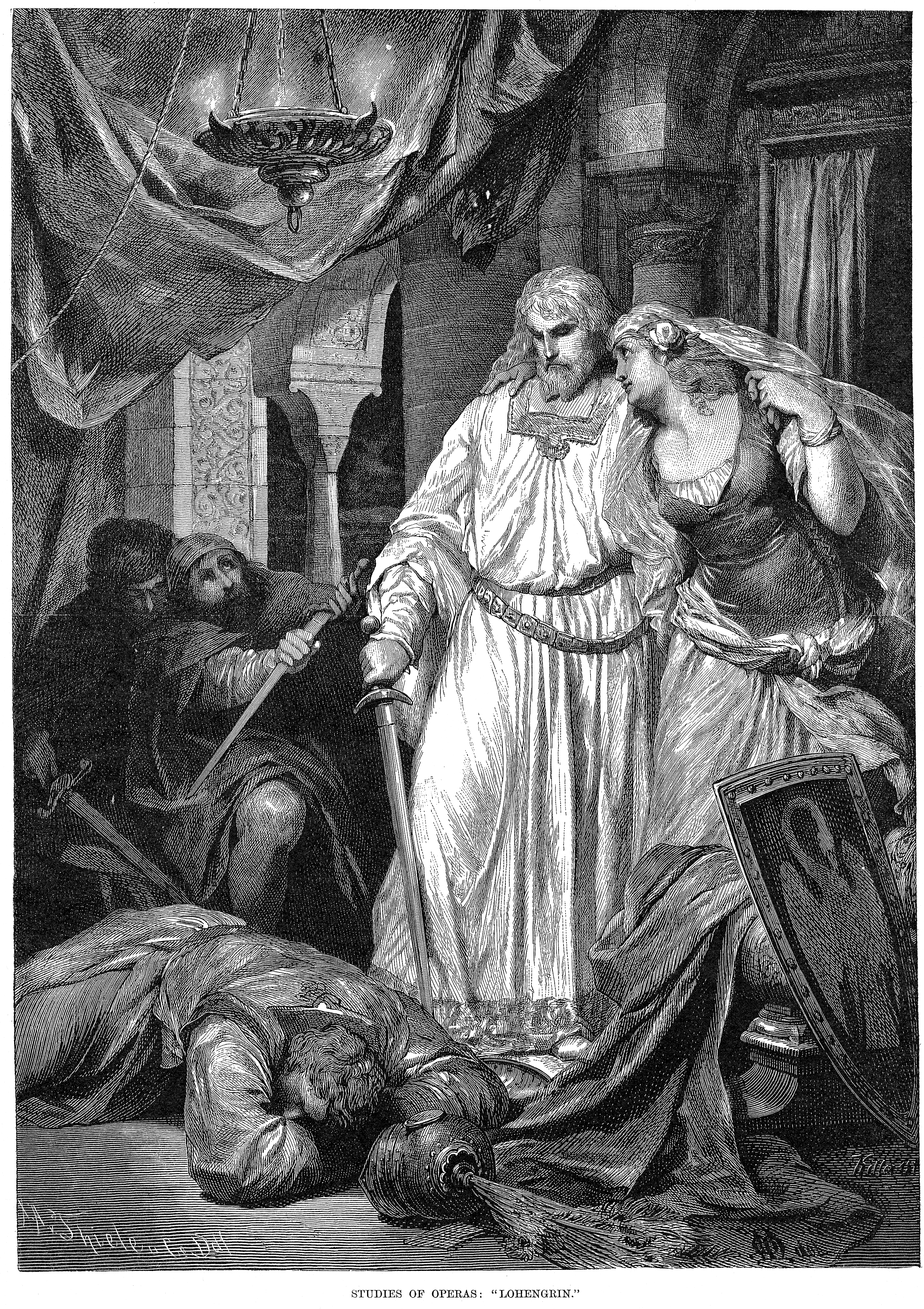
Ilustración para el estreno londinense.

Lugar: Amberes, en el Escalda.
Época: siglo X

### Acto I
El rey Enrique I el Pajarero llega a Brabante donde reúne a las tribus alemanas para expulsar a los húngaros de sus dominios. También necesita resolver la disputa referente a la desaparición del duque-niño Gottfried de Brabante. El tutor del duque, el conde Friedrich von Telramund, ha acusado a la hermana del duque, Elsa, de asesinar a su hermano. El conde pide al rey que castigue a Elsa y le haga a él, Telramund, duque de Brabante, pues es el pariente más cercano de Gottfried. Telramund ha renunciado a la mano de Elsa y tomado por esposa a Ortrud.
El rey llama a Elsa para que responda de la acusación de Telramund. Elsa entra, rodeada por sus damas. Sabiéndose inocente, declara que se someterá al juicio de Dios por medio de un combate. Telramund, un fuerte y experimentado guerrero, se muestra de acuerdo con entusiasmo. Cuando el rey pregunta a Elsa quién será su campeón, ella describe a un caballero que la ha sostenido en sus sueños (Narrativa: "Solo en días oscuros") y ofrece al caballero que la defienda su mano en matrimonio y todo lo que ello conlleva, esto es, el Ducado de Brabante.
Dos veces el heraldo toca la trompa para convocar al paladín, pero sin respuesta. Elsa se arrodilla y pide a Dios que le envíe auxilio. Por el río aparece una barca guiada por un cisne, llevando un caballero de brillante armadura, tal como describió Elsa al caballero de sus sueños. El caballero desembarca, despide al cisne, saluda respetuosamente al rey, y pregunta a Elsa si quiere que sea su campeón. Elsa se arrodilla ante él y pone su honor en sus manos. El caballero del cisne pide a cambio que nunca le pregunte ni su nombre ni su origen. Elsa acepta.
La gente de Telramund le aconseja que se retire porque no podrá vencer ante los poderes del caballero, pero él rehúsa orgullosamente. Se prepara la zona de combate. Cada uno de los contendientes ruega a Dios ("Herr und Gott") obtener la victoria. Ortrud en privado expresa confianza en que Telramund ganará. El combate comienza. El caballero del cisne derrota a Telramund pero le perdona la vida. Tomando a Elsa de la mano, declara su inocencia y la toma en matrimonio. Todos salen, celebrando la victoria, mientras Ortrud y Telramund quedan a solas para lamentar su derrota.

### Acto II
Noche junto a la catedral

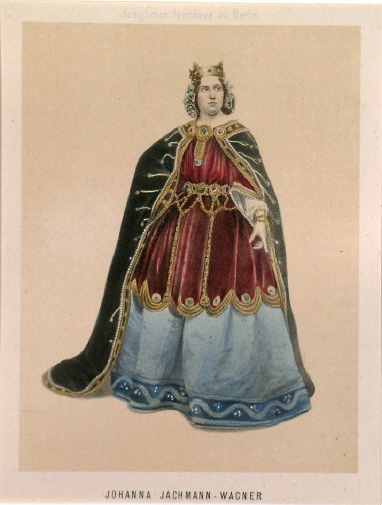
Johanna Jachmann-Wagner como Ortrud, h. 1860

Telramund y Ortrud, apartados, escuchan infelices la lejana música de la fiesta. Ortrud revela que es una bruja pagana (hija de Radbod, duque de Frisia), e intenta reanimar el coraje de Telramund asegurándole que el pueblo de ella, junto a él, está destinado a gobernar el reino de nuevo. Ella planea inducir a Elsa a violar la única condición del caballero misterioso.
Cuando Elsa aparece en el balcón antes de la aurora, oye a Ortrud lamentándose y siente lástima por ella. Mientras Elsa desciende para abrir la puerta del castillo, Ortrud reza a sus dioses paganos, Wodan y Freia, para que le concedan malicia y astucia para engañar a Elsa y restaurar el dominio de los dioses antiguos sobre la región. Cuando Elsa viene a su encuentro, Ortrud la advierte de que puesto que ella nada sabe de su salvador, él podría dejarla en cualquier momento, tan rápidamente como ha venido. Pero Elsa confía en la virtud del caballero y sigue firme en su obligación de no hacer las preguntas prohibidas. Sale el sol y la gente se congrega. El heraldo anuncia que Telramund está ahora fuera de la ley debido a la falsa acusación, y cualquiera que le siga será proscrito y enemigo del rey. Además, anuncia que el rey ha ofrecido hacer al desconocido caballero nuevo duque de Brabante; sin embargo, el caballero ha declinado el título y prefiere ser conocido sólo como "protector de Brabante". El heraldo anuncia además que el caballero guiará al pueblo a nuevas y gloriosas conquistas, y se celebrará el matrimonio entre él y Elsa. Detrás del grupo, cuatro caballeros expresan sosegadamente sus recelos entre sí, ya que el protector de Brabante ha anulado sus privilegios y los está llamado a la guerra. Telramund aparece, y, ocultándose del público, lleva aparte a estos cuatro caballeros y les asegura que recuperará su posición y detendrá al caballero, acusándole de hechicería.
Cuando Elsa y sus acompañantes están a punto de entrar en la iglesia, Ortrud, que se ha introducido en su cortejo, la desafía a que pregunte quién es su esposo. Entra el rey Enrique con el caballero. Elsa les dice a ambos que Ortrud está interrumpiendo la ceremonia. El caballero le dice a Ortrud que se aleje y se reanuda la procesión nupcial. Cuando van a volver a entrar en la iglesia, entra también Telramund. Invoca ante el rey que su derrota en combate fue inválida porque el caballero utilizó hechicería y no dijo su nombre, pues el juicio por combate está tradicionalmente reservado a ciudadanos reconocidos. El caballero rechaza revelar su identidad y afirma que solo una persona en el mundo tiene derecho a preguntar su origen: su amada Elsa y nadie más. Elsa, aunque visiblemente conmovida, le asegura de su confianza. Los nobles de Brabante y Sajonia rodean al caballero, alabándole y presentándole sus respetos. Ortrud y Telramund aprovechan ese momento para intentar intimidar a Elsa. El caballero vuelve a buscarla y fuerza a ambos a abandonar la ceremonia. El caballero consuela a Elsa. Finalmente, el rey, el caballero y Elsa, junto con los hombres y mujeres que los acompañan, se dirigen a la iglesia. Antes de entrar en la iglesia, Elsa lanza una última mirada a la desterrada Ortrud.

### Acto III
Escena 1: la cámara nupcial

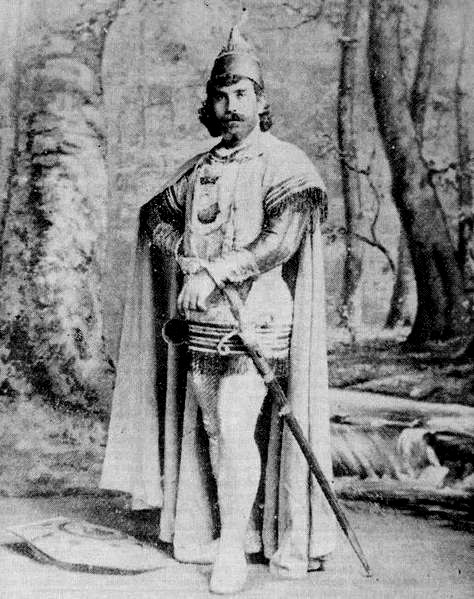
Joseph O'Mara en el rol titular, 1894–1895

Elsa y su nuevo esposo entran al son del bien conocido coro nupcial, y la pareja expresa su amor mutuo. Las intrigas de Ortrud, sin embargo, han perturbado a Elsa y, a pesar de las advertencias del caballero, rompe su promesa y hace a su esposo las preguntas fatales. Telramund y sus cuatro caballeros entran en la habitación para atacarlo. El caballero derrota y mata a Telramund. Luego, se vuelve tristemente a Elsa y le pide que lo siga ante el rey para desvelar su misterio.
Escena 2: A orillas del Escalda (como en el Acto I)
Llegan las tropas, equipadas para la guerra. Entra el cadáver de Telramund, Elsa se adelanta, y luego el caballero. El protector de Brabante le dice al rey que Elsa ha roto su promesa y narra la historia del Santo Grial, en el Monsalvat, y se revela como Lohengrin, caballero del Santo Grial e hijo del rey Parsifal, enviado para proteger a una inocente injustamente acusada. Las ordenanzas de la Orden del Santo Grial imponen que sus caballeros no deben ser conocidos y si se revelase su identidad, deberán apartarse del mundo y volver junto al Grial, por lo que ha llegado el momento de dejar esas tierras. Al despedirse desconsolado de su amada, reaparece el cisne. Lohengrin habla tristemente a Elsa, pues de haber esperado un año sin realizar las preguntas, hubiera podido recuperar a su hermano perdido. Entrega a Elsa su espada, su cuerno y su anillo, para que ella se los entregue a su hermano, que será entonces el nuevo caudillo de los ejércitos del rey.
Cuando Lohengrin se dirige hacia la barca, aparece Ortrud. Ella le dice a Elsa que el cisne que llevó a Lohengrin a la orilla era en realidad Gottfried, su hermano, a quien ella hechizó, convirtiéndolo en cisne. La gente considera a Ortrud culpable de brujería. Lohengrin reza y el cisne se transforma en el joven Gottfried. Él lo nombra duque de Brabante. Ortrud se hunde al ver a Gottfried.
Desciende del cielo una paloma y, tomando el lugar del cisne al frente de la barca, se aleja con Lohengrin hacia el castillo del Santo Grial. Elsa aquejada por un profundo dolor, cae exánime al suelo

## Interpretación
El personaje de Lohengrin está compuesto para tenor lírico-heroico, Elsa para soprano lírico-dramática, Ortrud para una mezzosoprano dramática (aunque es también interpretada por sopranos dramáticas) y Telramund para barítono.
Las mejores versiones en disco son las dirigidas por Rudolf Kempe, Georg Solti, Claudio Abbado y las tomas en vivo realizadas en el Festival de Bayreuth. El más famoso intérprete de Lohengrin en la primera mitad del siglo XX fue Franz Völker. En la segunda mitad del siglo XX destacaron Sándor Kónya, Wolfgang Windgassen, Jess Thomas, Plácido Domingo y Peter Seiffert. Actualmente, 
Klaus Florian Vogt, Jonas Kaufmann y Piotr Beczala son los intérpretes más destacados.
Las más célebres Elsa, Elisabeth Grümmer, Eleanor Steber, Birgit Nilsson, Victoria de los Ángeles, Régine Crespin, Cheryl Studer, Eva Marton y Karita Mattila, la maléfica Ortrud por Astrid Varnay, Leonie Rysanek, Gwyneth Jones o Waltraud Meier. En la actualidad, destacan Elena Pankratova y Christine Goerke.
La confrontación de Elsa y Ortrud en el segundo acto es uno de los momentos lírico-dramáticos culminantes de la literatura wagneriana, antecedido por la imprecación de la diabólica Ortrud «Entweihte Götter!/¡Dioses profanados!».

## En la cultura popular
La melodía del inicio del preludio del tercer acto fue empleada en dos caricaturas, la primera en Curtain Razor (Friz Freleng, 1949) durante los créditos iniciales e inicio de la caricatura; la segunda, en Under the Counter Spy (Don Patterson, 1954) donde se empleó para realzar la transformación del Pájaro Loco en un fortachón.

## Discografía seleccionada

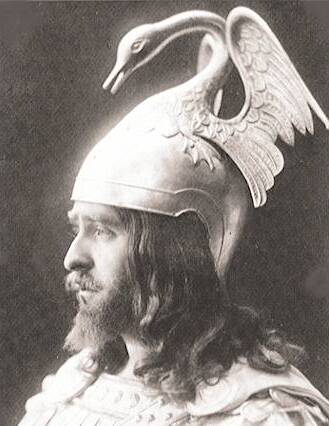
El tenor Paul Franz como el héroe epónimo.

Selección de grabaciones completas de la obra.
Año de grabación Director de orquesta / Lohengrin, Elsa, Ortrud, Telramund, Heinrich, Heraldo / Orquesta-Teatro / Sello
- 1943 Erich Leinsdorf / Lauritz Melchior, Astrid Varnay, Kerstin Thorborg, Alexander Svéd, Norman Cordon, Mark Harrell / Metropolitan Opera / Myto - Naxos - Arkadia
- 1953 Joseph Keilberth / Wolfgang Windgassen, Eleanor Steber, Astrid Varnay, Hermann Uhde, Josef Greindl, Hans Braun / Festival de Bayreuth / Teldec - Naxos
- 1954 Eugen Jochum / Wolfgang Windgassen, Birgit Nilsson, Astrid Varnay, Hermann Uhde, Theo Adam, Dietrich Fischer-Dieskau / Festival de Bayreuth / Golden Melodram - Archipel - Opera d'Oro
- 1958 Andre Cluytens / Sándor Kónya, Leonie Rysanek, Astrid Varnay, Ernest Blanc, Kieth Engen, Eberhard Wächter / Festival de Bayreuth / Myto - Golden Melodram
- 1962 Wolfgang Sawallisch / Jess Thomas, Anja Silja, Astrid Varnay, Ramón Vinay, Franz Crass, Tom Krause / Festival de Bayreuth / Philips
- 1963 Rudolf Kempe / Jess Thomas, Elisabeth Grümmer, Christa Ludwig, Dietrich Fischer-Dieskau, Gottlob Frick, Otto Wiener / Orquesta Filarmónica de Viena / EMI
- 1965 Karl Böhm / Jess Thomas, Claire Watson, Christa Ludwig, Walter Berry, Martti Talvela, Eberhard Wächter / Ópera Estatal de Viena / Golden Melodram
- 1970 Rafael Kubelík / James King, Gundula Janowitz, Gwyneth Jones, Thomas Stewart, Karl Ridderbusch, Gerd Nienstedt / Orquesta Sinfónica de la Radio de Baviera / Deutsche Grammophon
- 1976 Herbert von Karajan / René Kollo, Anna Tomowa-Sintow, Dunja Vejzovic, Siegmund Nimsgern, Karl Ridderbusch, Robert Kerns / Orquesta Filarmónica de Berlín / EMI
- 1986 Georg Solti / Plácido Domingo, Jessye Norman, Eva Randová, Siegmund Nimsgern, Hans Sotin, Dietrich Fischer-Dieskau / Filarmónica de Viena / Decca
- 1992 Claudio Abbado / Siegfried Jerusalem, Cheryl Studer, Waltraud Meier, Hartmut Welker, Kurt Moll, Andreas Schmidt / Filarmónica de Viena / Deutsche Grammophon
- 1994 Colin Davis / Ben Heppner, Sharon Sweet, Eva Marton, Sergei Leiferkus, Jan-Hendrik Rootering, Bryn Terfel / Orquesta Sinfónica de la Radio de Baviera / RCA
- 1998 Daniel Barenboim / Peter Seiffert, Emily Magee, Deborah Polaski, Falk Struckmann, René Pape, Roman Trekel / Staatsoper de Berlín / Teldec

### DVD

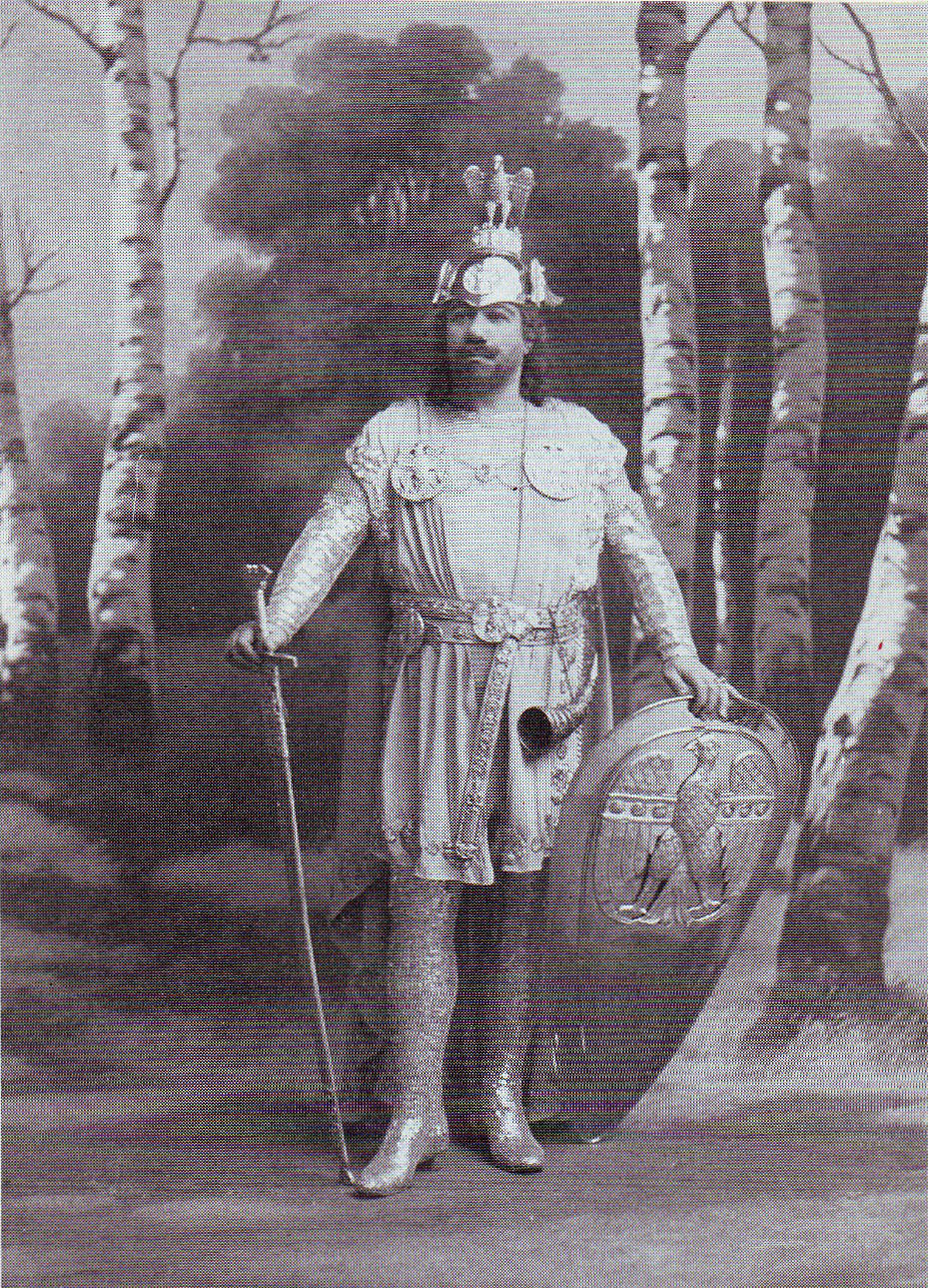
El tenor Francisco Viñas, gran intérprete de Lohengrin

- 1982 Woldemar Nelsson / Peter Hofmann, Karan Armstrong, Elizabeth Connell, Leif Roar, Siegfried Vogel, Bernd Weikl / Festival de Bayreuth / EuroArts
- 1986 James Levine / Peter Hofmann, Eva Marton, Leonie Rysanek, Leif Roar, John Macurdy, Anthony Raffell / Metropolitan Opera / Deutsche Grammophon
- 1990 Peter Schneider / Paul Frey, Cheryl Studer, Gabriele Schnaut, Ekkehard Wlaschiha, Manfred Schenk, Eike Wilm Schulte / Festival de Bayreuth / Deutsche Grammophon
- 1990 Claudio Abbado / Plácido Domingo, Cheryl Studer, Dunja Vejzovic, Hartmut Welker, Robert Lloyd, Georg Tichy / Ópera Estatal de Viena / ArtHaus
- 2006 Kent Nagano / Klaus Florian Vogt, Solveig Kringleborn, Waltraud Meier, Tom Fox, Hans-Peter König, Roman Trekel / Orquesta Sinfónica Alemana de Berlín / Opus Arte
- 2006 Sebastian Weigle / John Treleaven, Emily Magee, Luana de Vol, Hans-Joachim Ketelsen, Reinhard Hagen, Robert Bork / Teatro del Liceo / EuroArts
- 2011 Andris Nelsons, Klaus Florian Vogt, Annette Dasch, Petra Lang, Jukka Rasilainen, Georg Zeppenfeld, Samuel Youn / Festival de Bayreuth / Opus Arte